# Nathan Fake

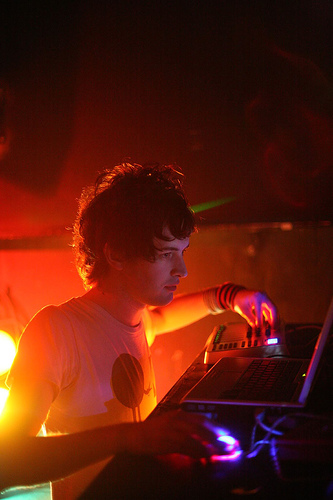
Nathan Fake

Nathan Fake, född mars 1983 i Norfolk, England, är en brittisk producent/kompositör inom elektronisk musik. Hans musikaliska stil är väldigt elektronisk men också orkestral och storslagen. 
Fake spelar live med hjälp av en laptop, men till skillnad från många producenter/kompositörer inom elektronisk musik är han inte discjockey och har heller aldrig varit det. Hans debutalbum Drowning in a Sea of Love gavs ut 2006.